# Capnodium uniseptatum
Capnodium uniseptatum är en svampart som först beskrevs av L.R. Fraser, och fick sitt nu gällande namn av S. Hughes 1981. Capnodium uniseptatum ingår i släktet Capnodium och familjen Capnodiaceae.   Inga underarter finns listade i Catalogue of Life.